# Heyrovsky (cràter)
Heyrovsky és un petit cràter d'impacte situat a la cara oculta de la Lluna, una mica més enllà de l'extremitat sud-oest, en una àrea de la superfície que de vegades és visible des de la Terra durant els períodes de libració i d'il·luminació solar favorables. Es troba dins de la part sud de l'àmplia faldilla de materials ejectats que envolten la conca d'impacte de la Mare Imbrium.

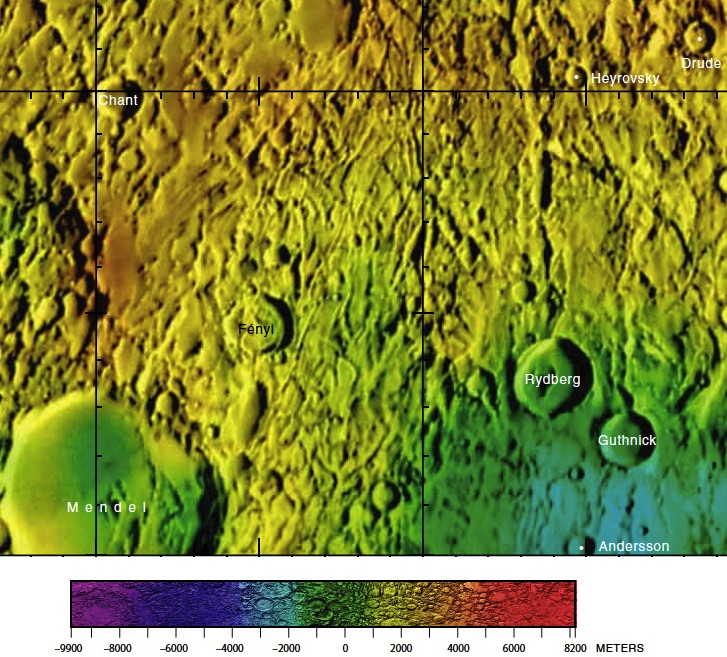
Localització de Heyrovsky (part superior dreta de la imatge)

Es tracta d'una formació de cràter circular amb un interior que té la forma de bol. Les parets internes són d'estructura simple, aconseguint una mínima plataforma interior pràcticament en el seu punt mig. L'interior del cràter té una albedo generalment més alta que el del seu entorn, donant-li un aspecte una mica més brillant.